# Synodontia spathoidea
Synodontia spathoidea là một loài rêu trong họ Dicnemonaceae. Loài này được Duby ex Besch. Duby ex Broth. mô tả khoa học đầu tiên năm 1901.